# France 3 Poitou-Charentes
 (décembre 2021).
France 3 Poitou-Charentes est une des vingt-quatre antennes métropolitaines de proximité de France Télévisions. Elle fait partie depuis janvier 2017 de la direction régionale de France 3 Nouvelle-Aquitaine dont le siège est à Bordeaux, à l'instar de France 3 Aquitaine et France 3 Limousin.
Émettant depuis Poitiers, elle couvre quatre départements de la région Nouvelle-Aquitaine : la Charente, la Charente-Maritime, les Deux-Sèvres et la Vienne. Sa grille des programmes est basée sur un « programme commun » produit à Paris et diffusé au niveau national par l'ensemble des stations régionales de France 3, auquel viennent s'ajouter des productions propres (journaux télévisés, bulletins météo, retransmission de certains événements régionaux ou de compétitions sportives).
Issue de la scission de France 3 Limousin-Poitou-Charentes en 2010, la chaîne dispose d'une rédaction principale à Poitiers, d'une rédaction locale à La Rochelle (qui produit l'édition France 3 Atlantique, à destination de la Charente-Maritime) et de trois bureaux d'information à Angoulême, Niort (créé en 2012) et Royan (créé en 2011).
France 3 Poitou-Charentes est diffusée localement par voie hertzienne par la télévision numérique terrestre (TNT), mais aussi dans certains départements limitrophes: ainsi dans une partie de la Vendée, la chaîne étant transmise par l'émetteur de Niort-Maisonnay. France 3 Poitou-Charentes peut être reçue partout en France par l'intermédiaire du bouquet satellitaire Fransat, mais aussi de TNT Sat, de Canalsat et des bouquets ADSL.

## Histoire de la chaine
Cette section ne s'appuie pas, ou pas assez, sur des sources secondaires ou tertiaires indépendantes du sujet. Le texte peut contenir des analyses inexactes ou inédites de sources primaires.
Pour l'améliorer, ajoutez-en, ou placez des modèles {{Source secondaire souhaitée}} ou {{Source secondaire nécessaire}} sur les passages mal sourcés. (mai 2022)
France 3 Poitou-Charentes trouve ses origines dans Télé-Limoges-Centre-Ouest, une chaîne de télévision régionale pilotée par l'ORTF. Un centre d'actualité est créé à Limoges en 1965, secondé par un second centre d'actualité à Poitiers, mis en place en 1966. L'éclatement de l'ORTF induit la création de FR3 Limousin-Poitou-Charentes en 1975 (les programmes régionaux passant de la deuxième à la troisième chaîne). Un bureau est établi en 1982 à La Rochelle, suivi d'un autre en 1984 à Angoulême.
À partir du 5 septembre 1983, le programme régional est diffusé en soirée de 17h à 19h55 et la publicité sur l'antenne régionale est autorisée par la Haute Autorité de la communication audiovisuelle en 1984. Le 21 décembre 1991, FR3 Limousin Poitou-Charentes diffuse sa première édition locale, FR3 Atlantique, basée à La Rochelle et couvrant l'actualité en Charente-Maritime.
La création de France Télévisions le 7 septembre 1992 est cause d'un changement de nom : dès lors, FR3 Limousin Poitou-Charentes devient France 3 Limousin Poitou-Charentes.
Depuis le 4 janvier 2010, une nouvelle organisation de France 3 a été mise en place dans le cadre de l'entreprise unique. L’un des changements majeurs pour France 3 est la suppression de ses 13 directions régionales remplacées par quatre pôles de gouvernance (Nord-Est, Nord-Ouest, Sud-Ouest et Sud-est. Les régions sont redécoupées en 24 antennes dites de proximité. Le bureau régional d'information de Poitiers cesse de dépendre de celui de Limoges, qui a perdu son rôle de direction régionale, pour devenir autonome. France 3 Limousin Poitou-Charentes se scinde alors en deux antennes de proximité : France 3 Limousin et France 3 Poitou-Charentes.
Dominique Papon devient le premier délégué régional de France 3 Poitou-Charentes en 2010.
Alain Chollon lui succédera jusqu’à la réorganisation qui conduira en 2017 à regrouper les antennes régionales dans des directions régionales. France 3 Poitou-Charentes est une antenne désormais de France 3 Nouvelle-Aquitaine
En 2011, France 3 Poitou-Charentes ouvre un troisième bureau d'information à Royan.
En 2012, France 3 Poitou-Charentes ouvre un studio à Niort, au sein du complexe de l'Acclameur.
Le 7 juillet 2021, France 3 Poitou-Charentes quitte la ZUP des Couronneries pour la Zac des Montgorges,. À cette occasion, les programmes de la chaîne régionale passent à la HD native.

## Identité visuelle
Le 29 janvier 2018, France 3 dévoile le nouveau logo de la chaîne, qui a été mis à l'antenne le 29 janvier 2018.

### Identité visuelle (logo)

Logo de France 3 Poitou-Charentes du 7 avril 2008 au 3 janvier 2010.
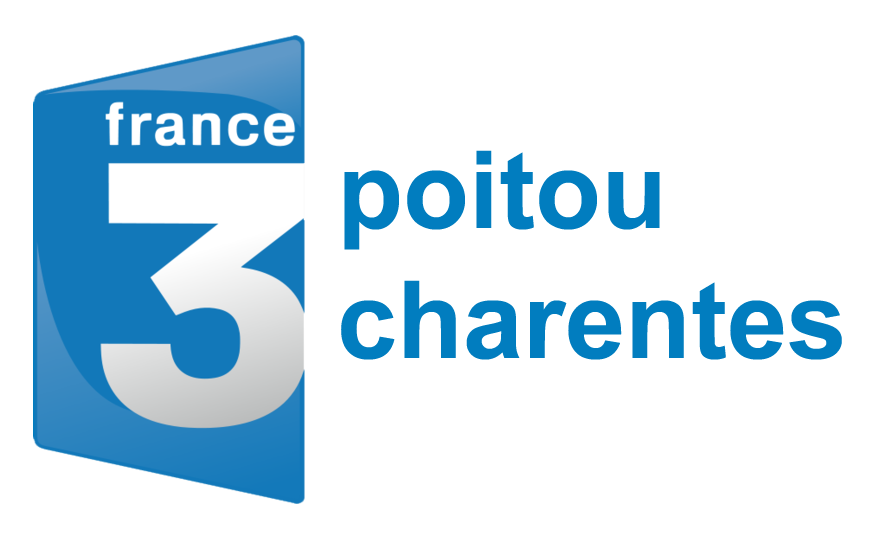
Logo de France 3 Poitou-Charentes du 4 janvier 2010 au 28 janvier 2018.
Logo de France 3 Poitou-Charentes depuis le 29 janvier 2018.

## Slogans
- 1992-2001 : « France 3, la télé qui prend son temps »
- 2001-2010 : « France 3, de près, on se comprend mieux »[4]
- 2010-2011 : « France 3, avec vous, à chaque instant »
- 2011-2012 : « Entre nous, on se dit tout »
- 2012-2013 : « Vous êtes au bon endroit »
- 2013 : « Depuis 40 ans, vous êtes au bon endroit »
- Novembre 2013 : « Nos régions nous inspirent, nos régions vous inspirent »
- Septembre 2018 : « Sur France 3, vous êtes au bon endroit »